# Watts Community
Watts Community is een plaats (census-designated place) in de Amerikaanse staat Oklahoma, en valt bestuurlijk gezien onder Adair County.

## Demografie
Bij de volkstelling in 2000 werd het aantal inwoners vastgesteld op 500.

## Geografie
Volgens het United States Census Bureau beslaat de plaats een oppervlakte van
48,0 km², waarvan 46,2 km² land en 1,8 km² water.

## Plaatsen in de nabije omgeving
De onderstaande figuur toont nabijgelegen plaatsen in een straal van 16 km rond Watts Community.